# Esztáz-kői-barlang
Az Esztáz-kői-barlang Magyarország megkülönböztetetten védett barlangjai közül az egyik. A Bükki Nemzeti Park területén lévő Felsőtárkányon található. A barlang úgy lett átalakítva, hogy könnyen látogatható legyen, ezért az érdeklődő természetjárók számára is egyszerűen megtekinthető. Turista útikalauzokban is ismertetve van.

## Barlangleírás

### A barlangbejárat földrajzi elhelyezkedése, megközelítése
A Bükk hegység DNy-i részén, a Heves megyében található Felsőtárkány külterületén, a Gyetra-völgyben, a Gyetra-völgyben folyó patak által feltárt, átvágott Esztáz-kő tövében lévő felhagyott mészkőbányában van a barlang jelenleg használt bejárata. A 348 m tszf. magasságban elhelyezkedő, mesterségesen kialakított táróbejárat 0,8 m széles, 2 m magas, négyszög alakú és vízszintes tengelyirányú. A táró egy ismert barlangjáratra lett nyitva. A kőfejtéskor megnyílt másik, régi és nem használt bejárata 0,8 m széles, 0,5 m magas, mesterséges jellegű és függőleges tengelyirányú.

### A barlang geológiája
A barlang felső triász Felsőtárkányi Mészkő Formációban, márga és tűzkőréteg betelepüléses, kevésbé tiszta mészkőben alakult ki, amely a Lökvölgyi Formáció nemkarsztosodó, disztális turbiditjéből felépült, nagy kiterjedésű kőzetkörnyezetből bukkan a felszínre. A tűzkő és márgaréteg közbetelepüléses mészkő kevésbé hajlamos karsztosodáshoz. A szigetszerűen elhelyezkedő mészkő felszínre bukkanása hosszúkás formájú, 1 km hosszú, 100–300 m széles, környezete pedig több km távolságban a vízzáró Lökvölgyi Formáció.
Magyarázatra szorul a nagy szelvényű járathálózat létrejötte. A völgytalpon lévő patak mélyülésekor, bevágódásakor a hosszúkás mészkőnyelvet átvágta a patak és lehetővé vált a mészkőnyelv lokális karsztvízrendszerének felszínre áramlása. Ennek köszönhető, hogy a függőleges repedések mentén megcsapolódott a lokális karsztvíz és a hegyoldalban elhelyezkedő természetes forráskürtőkön át kivezetődött a felszínre. A Lapály (a Nap-teremben kezdődő alsó járat) alján csapadékos időszakban ismeretlen eredetű kb. 1,5 m² felületű, néhány dm legnagyobb mélységű víz található. Legvalószínűbb, hogy itt a szivárgó, csepegő vizek gyűlnek össze az agyagon.

### Gyakorlati tudnivalók
Az engedéllyel, csak tiszta ruhában megtekinthető lezárt barlangot naponta legfeljebb két csoport látogathatja. Egy csoport maximum 10 személyből állhat.

### A barlang neve
1970-ben volt először Esztáz-kői-barlangnak nevezve a barlang az irodalmában. Előfordul a barlang az irodalmában Esztázkői-barlang (2008), Esztáz-kői-cseppkőbarlang (Ferenczy 2009), Gyetra sziklakapunál lévő barlang (Ferenczy 2009), Gyetra-völgyi-barlang (Ferenczy 2009) és Gyetravölgyi cseppkőbarlang (Ferenczy 2009) neveken is.

## Kutatástörténet
Az Esti Hírlap 1967. december 6-i számában szó van arról, hogy Molnár János (az egri Dobó István Erdészeti Szakközépiskola második osztályának diákja) és hat diáktársa fedezték fel Magyarország legújabb cseppkőbarlangját, amely a Bükk hegységben lévő Gyetra-kapuban található. Az újságíró, B. Gy. megkérdezte Molnár Jánostól, hogy mit érzett Molnár János a felfedezés első pillanatában. Molnár János azt válaszolta, hogy ő akkor a barlang aljáról azt kiáltotta fel, hogy leértem a barlang aljára, gyertek utánam, és nem gondolt arra, hogy ő egy felfedező. A felfedezés Estók Bertalan, a tanulók tanára szerint úgy jöhetett létre, hogy a Nyugat-Bükki Állami Erdőgazdaság esztáz-kői kőbányájában robbantás történt, amely miatt repedés alakult ki a Gyetra-sziklakapuban. Az erdészek ezt elmondták Estók Bertalanéknak.
Nem sokkal később hét diák elutazott a helyszínre. A tanulók felmásztak a meredek sziklafalra és elérték az erdészek által említett rést. Eleinte nem tudták eldönteni, hogy ki menjen le először. Közben köveket dobáltak a nyílásba, de visszhangot nem hallottak, majd Molnár János vállalkozott arra, hogy leereszkedik a hasadékba. A tanulók egy fához kötötték a kötél egyik végét, a másikat pedig belógatták az üregbe. Az újságíró megkérdezte Molnár Jánostól, hogy félt-e. Molnár János azt felelte: ahogy a koromsötétben ereszkedett lefelé, csak arra gondolt, hogy a kötél ne legyen túl rövid. Két-három percig tartó ereszkedés után mély sárba süllyedt. Akkor már nem félt. Két-három méteres cseppkőoszlopot látott a karbidlámpa fényének segítségével. Hatalmas, kb. 30 m magas és 8 m hosszú terembe ért. Másodikként Kovács László ereszkedett le.
A barlang alján repedést találtak a fiúk a sziklafalon. A repedést feszítővassal bővítették és egy kis terembe jutottak be. Mindenhol cseppkövet láttak. Tovább mentek és az eddigieken kívül egymás után felfedeztek három kicsi és egy nagy termet, amelynek közepén víznyelő és vízmosás van. Gyorsan elnevezték a cseppköveket: Pagoda, Kuglibábuk és Üvegfigurák. A felfedezés óta háromszor jártak a barlangban és új termeket találtak. B. Gy.-ék megkérdezték Udvarhelyi Károlyt, az egri Tanárképző Főiskola földrajz tanszékének vezetőjét arról, hogy a Bükk hegységben feltárulhat-e nagy cseppkőbarlang. Udvarhelyi Károly azt válaszolta, hogy lehetséges, mert Jakucs László egyik könyvében meg van említve, hogy Jakucs László szerint a Bükk hegységben valószínűleg van néhány cseppkőbarlang-rendszer. Úgy tűnik, hogy most valóra váltak a tudományos elképzelések. Feltételezhető, hogy egy nagy barlangrendszer első részét találták meg a diákok.
A Bükki Vörös Meteor Barlangkutató Csoport 1967. évi jelentése szerint 1967 második felében, a Felsőtárkány szélén található Mész-völgy karsztjelenségeinek tanulmányozása közben a csoportot arról értesítette a felsőtárkányi erdész, Csávás Sándor, hogy a Gyetra-völgyben lévő sziklakapu egyik oldalán keletkezett egy rés a bányában történt robbantás miatt. A csoport 1967. október 25-én leereszkedett a feltárult nyíláson, majd 15–20 m mélyen két termet fedezett fel. A termekben nagyon szép cseppkőképződmények vannak. Két héttel később bontómunkával egy nagy, kb. 20 m hosszú termet találtak a csoport tagjai, amelyben kevesebb cseppkő van, de a benne megfigyelhető nagy cseppkőlefolyás szép. A feltáró munkát folytatni fogják az első két terem közt húzódó aknában és az alsó nagy terem agyagos járatában. Mindkét helyen szűkületet kell leküzdeni, melyeket tágítani fognak és szükség esetén óvatos, kis robbantásokkal teszik járhatóvá a két járatot. A csoport második félévi eredményeit közölték a napilapok, de nem mindig megfelelően. Sokszor téves, megmásított információk lettek közölve, pedig a sajtó munkatársai a csoporttól kapták az információkat. 1967. december 22-én a Magyar Televízió forgatott a helyszínen. A forgatáson vissza lett idézve a barlang felfedezése és a benne végzett feltáró munka. A filmforgatás eredménye 1967. december 23-án lett levetítve a TV Híradó első kiadásában.
A Népszabadság 1968. március 16-i számában az olvasható, hogy nemrég új barlangra bukkantak a Bükk hegységben, a felsőtárkányi Gyetra-völgy sziklaszorosában található kőbányában. Az egyik robbantás után hatalmas, mély hasadék lett látható. Néhány nap múlva az egri Dobó István Gimnázium barlangkutatói megtekintették a helyszínt, hogy megvizsgálják közelről, a föld mélye milyen szépségeket rejt itt magában. A fiatal kutatók meglepve vették észre, hogy kb. 20 m mélységben három-négy méter magas cseppkőoszlopok csillognak az iszappal fedett tág teremben a lámpák gyér fényeiben. Azóta tervszerű, rendszeres munkával feltártak még néhány termet, és mindegyikben meglepően szép cseppköveket találtak a kutatók. A csoport minden bizonnyal egy új barlangrendszert fedezett fel, amelyet talán megnyithatnak majd a nagyközönségnek is, és az egri diákok áldozatos munkája miatt ezrek gyönyörködhetnek majd a változatos alakú cseppkövek látványában.
A Bükki Vörös Meteor Barlangkutató Csoport 1968. évi jelentésében szó van arról, hogy a csoport 1968-ban továbbjutási lehetőségeket keresett az általa felfedezett gyetra-völgyi cseppkőbarlangban. A csoport tagjai bontották a harmadik teremben elhelyezkedő agyagszifont. Mivel a barlangba leereszkedés és a barlangból kimászás nagyon sok energiát igényel, valamint mivel a Nyugatbükki Erdőigazgatóság és a Megyei Tanács Tervosztálya tárgyaláson megígérték, hogy el lesz készítve a barlang vízszintes tárója, ezért átmenetileg, a táró elkészítéséig befejezték a csoporttagok a barlangban a munkát. Estók Bertalan tanulmányt írt a bejárati táró kialakítása miatt a Megyei Tanács Tervosztályának a gyetra-völgyi cseppkőbarlang felfedezéséről és a továbbjutás lehetőségeiről. 1968. május 19-én a csoport 8 tagja dolgozott a Gyetra-sziklakapunál. Le lett robbantva a barlang bejáratánál egy lelógó szikla miután lefedték a barlangbejáratot. Ezen a napon a bejáraton összegyűlt omladékot távolították el a tagok. Elkezdték kialakítani a magasan fekvő bejáratig tartó lépcsőt.
1968. június 2-án a Vörös-kő-völgyfőnél és a Gyetra-sziklakapunál a csoport 6 tagja dolgozott. Ekkor az új robbantás miatt keletkezett törmeléket távolították el. Megállapították, hogy nagy az esély a továbbjutásra. A barlanglefedés eltávolítása után látták, hogy nem sok törmelék került be a barlangba. Tervezték, hogy lezárják fixen a bejáratot, hogy nem jusson be a megnyílt, függőleges bejáraton át természetes módon az omladék. Ebben az évben a csoport nem folytatta a Gyetra-sziklakapunál (Esztáz-kő) a kutatást, mert a bejárat felett lógó nagy sziklatömböt lerobbantotta a bánya a csoport kérésére, és mivel az omladékos hegyoldal télen nagyon csúszik, ezért a csoport tagjai még nem távolították el a lefedett barlangbejáratról a robbantás miatt létrejött omladékot. A robbantás miatt késik a barlang termeinek felmérése.
Az 1970-ben kiadott útikalauz szerint a Gyetra-sziklakapunál működő kőbányában végzett robbantás tárta fel 1968-ban az Esztáz-kői-barlangot. Az Esztáz-kő oldalában lévő barlang felfedezésekor a megnyílt bejáraton át az egri barlangkutatók bejutottak egy dúsan cseppköves barlangterembe. Javasolták a felfedezők, hogy legyen kiépítve idegenforgalom számára az erdészeti kisvasúttal könnyen elérhető és látványos barlang. Az 1976-ban befejezett, Bertalan Károly által írt kéziratban az olvasható, hogy a Bükk hegységben, Felsőtárkányon helyezkedik el az Esztáz-kői-barlang. A Gyetra-kapunál működő kőbánya tárta fel. A barlangban cseppköves termek vannak. Idegenforgalmi célra van hasznosítva. A kézirat barlangot ismertető része egy publikáció alapján lett írva.
1976-ban Dura László elkészítette a barlang 1:50 méretarányú alaprajz térképét és két 1:50 méretarányú hosszmetszet térképét.
Az 1977-ben napvilágot látott, Bükk útikalauz című kiadványban szó van arról, hogy az Őr-kő lábától kezdődő Gyetra-völgy vize 100 m hosszú szorost vágott az Esztáz-kő lapos mészkőtömbjébe. A Gyetra-sziklakapunál működött kőfejtő egyik robbantása 1968-ban az Esztáz-kő oldalában új nyílást nyitott meg. Az egri kutatók a nyíláson át cseppköves barlangterembe jutottak, és 1976-ban javaslatukra látogathatóvá tették a természetjáróknak is a látványos Esztáz-kői-barlangot, amely erdészeti kisvasúttal könnyen elérhető. Az 1979-ben megjelent, Barlangok a Bükkben című könyvben az van írva, hogy Felsőtárkánytól É-ra, a Gyetra-völgyben helyezkedik el az Esztáz-kői-barlang bejárata. A barlang felső terme 15×2 m-es, az alsó kisebb, agyagosabb. A barlangtól ÉNy-ra van egy kis kőfülke. A könyvhöz mellékelt, a Bükk hegység barlangokban leggazdagabb területét bemutató térképen látható a 107-es számmal jelölt barlang földrajzi elhelyezkedése.
A Búvár 1979. évi évfolyamában található, Új cseppkőbarlang a Bükkben című közlemény szerint a Felsőtárkánytól 6 km-re lévő Gyetva-völgyben külszíni mészkőbánya nyitása közben feltárult egy addig ismeretlen barlangrendszer. Látványosan csillogó cseppkőalakzatok fedik különböző méretű, egymáshoz kapcsolódó folyosóit és termeit. A Gyetva-völgy patakjának változékony a vízhozama, időnként teljesen eltűnik a patakvíz a mederből. A barlangkutatók emiatt azt feltételezik, hogy a most felfedezett barlangrendszer mélyében alsó barlang is rejtőzik, amely egyúttal elvégzi a víztározó szerepét is, és emiatt történik a patakvíz időszakos elapadása. A Bükk hegység új, idegenforgalmi látványossága lesz a triász cseppkőbarlang, és mivel egy magyarországi természetvédelmi törvény szerint Magyarországon természetvédelmi terület minden barlang, ezért egy eddig rejtett kinccsel gazdagodtak Magyarország védett természeti értékei.
A Pajtás 1979. május 10-i számában meg van említve, hogy a Bükk hegységben, a Heves megyei Felsőtárkány közelében cseppkőbarlang lett felfedezve. A teljes feltárás után megnyitják a kirándulóknak a természeti látványosságot. A közleményhez mellékelve lett egy Gámán Gábor által készített fekete-fehér fénykép, amelyen egy álló emberalakos, cseppköves barlangrészlet figyelhető meg. Az 1984-ben napvilágot látott, Magyarország barlangjai című könyv országos barlanglistájában a Bükk hegység barlangjai között szerepel a barlang Esztáz-kői-barlang néven. A listához kapcsolódóan látható az Aggteleki-karszt és a Bükk hegység barlangjainak földrajzi elhelyezkedését bemutató 1:500 000-es méretarányú térképen a barlang földrajzi elhelyezkedése.
A Népújság 1985. május 24-i számában közölve lett, hogy a KPVDSZ Bükki Vörös Meteor Természetjáró Szakosztálya javasolja vasárnapra az Esztáz-kői-barlang megtekintését. A Felsőtárkány-Petrest, Napsugár-pihenőt, Esztáz-kői-barlangot, Nyírjest, Jánosházát és Bervát érintő 14 km-es kirándulást Molnár Endrével járják majd végig az érdeklődők. Gyülekező 8 óra 40 perckor a Rózsa Károly utcai megállóban. A résztvevők hozzák magukkal elemlámpájukat. Az Egri Alpin Club Estók Bertalan Barlangkutató Csoport 1987-ben az Esztáz-kői-barlangban felfedezett egy kis, 8 m hosszú termet, amelynek végén valószínűleg könnyen tovább lehet majd jutni. 1998. május 14-től a környezetvédelmi és területfejlesztési miniszter 13/1998. (V. 6.) KTM rendelete szerint a Bükki Nemzeti Park Igazgatóság illetékességi területén, a Bükk hegységben található Esztáz-kői-barlang az igazgatóság engedélyével látogatható.
2005. szeptember 1-től a környezetvédelmi és vízügyi miniszter 22/2005. (VIII. 31.) KvVM rendelete szerint a Bükki Nemzeti Park Igazgatóság működési területén, a Bükk hegységben található Esztáz-kői-barlang látogatók számára nem megnyitott szakaszai a felügyelőség engedélyével látogathatók. A Bükki Nemzeti Park Igazgatóság működési területén, a Bükk hegységben elhelyezkedő, 5343/44 kataszteri számú Esztáz-kői-barlang, 2006. február 28-tól, a környezetvédelmi és vízügyi miniszter 8/2006. KvVM utasítása szerint, megkülönböztetett védelmet igénylő barlang. Megkülönböztetetten védett fosszilis és aktív (mélyponti vízfeltörés) forrásbarlang jellege, márga és tűzkőréteg közbetelepüléses befoglaló kőzete (Felsőtárkányi Mészkő Formáció), víz alatti oldásformái, cseppkőképződményekben gazdag szálkőfelületei, nemkarsztos kőzetekkel körülvett, szigetszerűen megjelenő befoglaló karsztos kőzettömbje, földtani környezete miatt lett. 2007. március 8-tól a környezetvédelmi és vízügyi miniszter 3/2007. (I. 22.) KvVM rendelete szerint a Bükki Nemzeti Park Igazgatóság működési területén lévő Bükk hegységben elhelyezkedő Esztáz-kői-barlang látogatók számára nem megnyitott szakaszai az igazgatóság engedélyével tekinthetők meg.
A barlang 2009-ben írt kezelési tervében az olvasható, hogy a megkülönböztetetten védett Esztáz-kői-barlang (Esztáz-kői-cseppkőbarlang, Gyetra sziklakapunál lévő barlang, Gyetra-völgyi-barlang és Gyetravölgyi cseppkőbarlang) nyilvántartási száma 5343-44. A barlang védett az 1961. évi 18. sz. tvr. alapján. Nincs régészeti védettsége és nincs gyógybarlang minősítése. A barlang vagyonkezelői hozzájárulással tekinthető meg. A Heves megyében, Felsőtárkányon elhelyezkedő barlang 160 m hosszú, 18 m mély, 15,5 m magas, 33,5 m függőleges kiterjedésű és 30,5 m vízszintes kiterjedésű. A bejárat 348 m tszf. magasságban, a Felsőtárkány 095 hr. számú területen van. A barlang régen, a bánya működésekor erdőben nyílt. A külvilágtól elzárt bejárat a bányában végzett munka miatt, 1967-ben nyílt fel 15 m-rel a völgytalp felett a felszínre függőleges aknaként.
A Bükki Nemzeti Park Igazgatóság működési területén lévő, 5343-44 kataszteri számú Esztáz-kői-barlang, 2012. február 25-től, a vidékfejlesztési miniszter 4/2012. (II. 24.) VM utasítása szerint, megkülönböztetetten védett barlang. 2013. július 19-től a vidékfejlesztési miniszter 58/2013. (VII. 11.) VM rendelete szerint az Esztáz-kői-barlang (Bükk hegység, Bükki Nemzeti Park Igazgatóság működési területe) idegenforgalom számára nem megnyitott szakaszai az igazgatóság hozzájárulásával látogathatók. A 2015–2016. évi Karszt és Barlangban közölve lett, hogy a turistáknak kiépített Esztázkői-barlangot 2015-ben 375 fő, 2016-ban pedig 399 fő látogatta meg overállos barlangtúrán. 2021. május 10-től az agrárminiszter 17/2021. (IV. 9.) AM rendelete szerint az Esztáz-kői-barlang (Bükk hegység, Bükki Nemzeti Park Igazgatóság működési területe) idegenforgalom számára nem megnyitott szakaszai az igazgatóság engedélyével látogathatók. A 13/1998. (V. 6.) KTM rendelet egyidejűleg hatályát veszti.

## Látogatási statisztika
Turistáknak való kiépítése után overállos barlangtúra során ennyien tekintették meg:
| év              | 2006 | 2007 | 2008 | 2009 | 2010 | 2011 | 2012 | 2013 | 2014 | 2015 | 2016 | 2017 | 2018 |
| látogatók száma | –    | 36   | 9    | 10   | 57   | 29   | 69   | 145  | 96   | 375  | 399  | 399  | 408  |

## További irodalom
- Dura László: Az Esztáz-cseppkőbarlang feltárása. Kézirat, 1976. (Táróhajtási terv.)